# Calophyllum leptocladum
Calophyllum leptocladum là một loài thực vật có hoa trong họ Calophyllaceae. Loài này được A.C.Sm. & S.P.Darwin mô tả khoa học đầu tiên năm 1974.